# ميرفين ديفيز
ميرفين ديفيز (بالإنجليزية: Mervyn Davies) هو لاعب اتحاد الرغبي بريطاني، ولد في 9 ديسمبر 1946 في سوانزي في المملكة المتحدة، وتوفي بنفس المكان في 15 مارس 2012 بسبب سرطان وسرطان الرئة.

## وصلات خارجية
- ميرفين ديفيز عل موقع إسبنسكروم (الإنجليزية)